# 茨城県道235号下入野水戸線

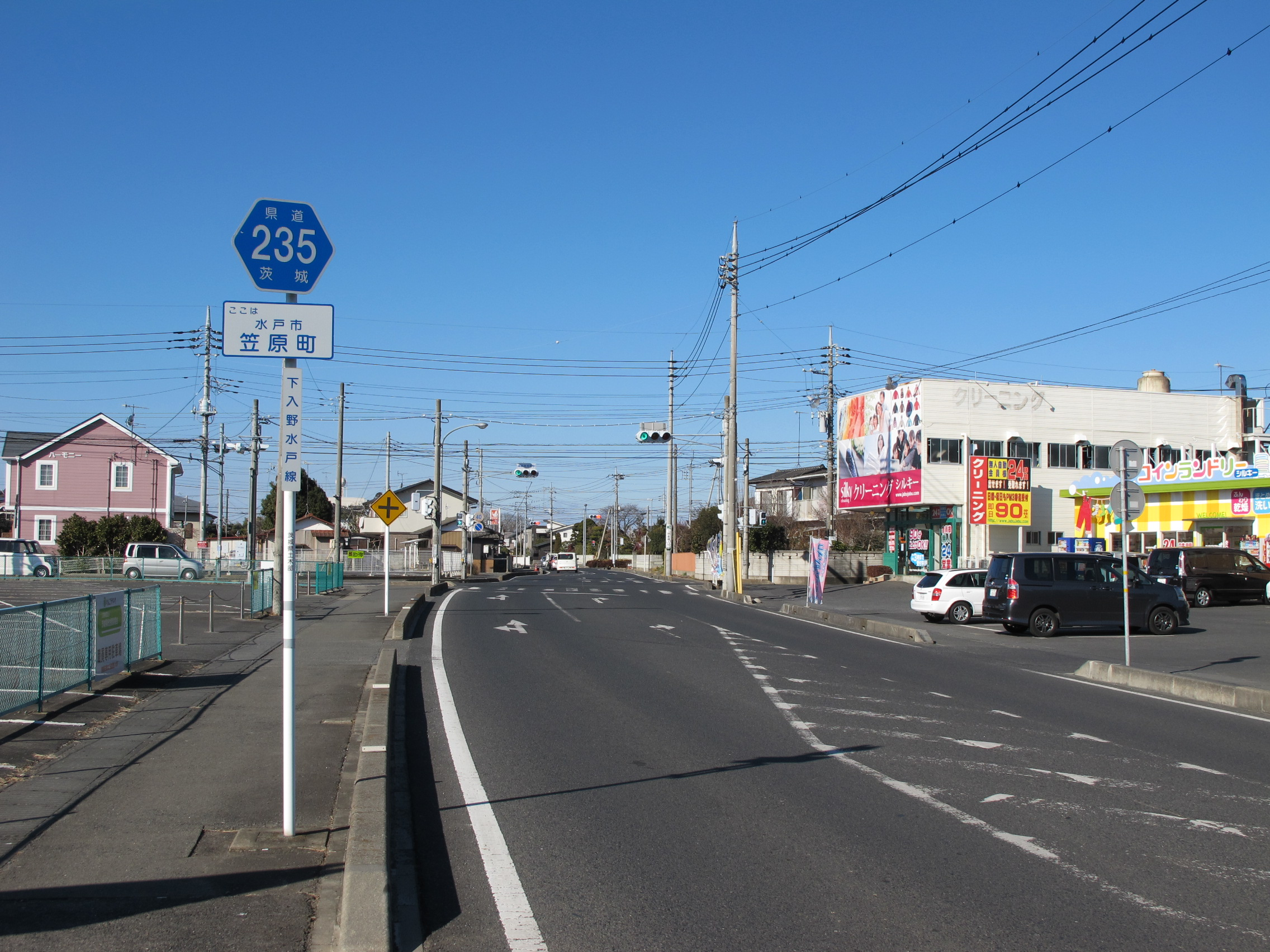
茨城県道235号下入野水戸線
水戸市笠原町（2014年1月）

茨城県道235号下入野水戸線（いばらきけんどう235ごう しもいりのみとせん）は、茨城県水戸市下入野町から同市千波町に至る一般県道である。

## 概要
水戸市下入野町（茨城県道106号長岡大洗線）から北上して酒門六差路で国道6号と交差して西に向かい、水戸市千波町（茨城県道50号水戸神栖線）の千波十文字まで結ぶ水戸市内で完結する県道路線。国道50号水戸バイパスの北側に並行して位置する。本路線のバイパスに、水戸市元吉田町内の幹線道路である都市計画道路中大野中河内線が指定されている。路線名の「下入野水戸線」は、1992年に水戸市へ編入合併で消滅した常澄村の大字下入野と、常澄村編入以前の水戸市が由来となっている。

### 路線データ
- 起点：茨城県水戸市下入野町字根がらま1229番の2（茨城県道106号長岡大洗線交点〈下入野交差点〉）[1]
- 終点：茨城県水戸市千波町字中山1867番（茨城県道50号水戸神栖線交点〈千波十文字交差点〉）[2]
- 総延長：10.528 km[3]
- 重用延長：0.031 km[3]
- 未供用延長：なし[3]
- 実延長：10.497 km[3]
- 自動車交通不能区間延長[注釈 1]：なし[3]

## 歴史
1971年（昭和46年）12月20日、新たな一般県道として東茨城郡常澄村大字下入野（現、水戸市下入野町）を起点とし、水戸市の終点まで至る区間を茨城県が県道路線認定した。
1995年（平成7年）に、整理番号変更により現在の整理番号235となり、現在に至る。

### 年表
- 1971年（昭和46年）12月20日
  - 下入野水戸線（東茨城郡常澄村大字下入野 - 水戸市、整理番号390）が路線認定される[4]。
  - 道路区域を水戸市酒門町 - 同市千波町（千波十文字）とする水戸市内の区間（5.96 km)が供用開始される[2]。
- 1973年（昭和48年）11月5日：常澄村内の道路区域（東茨城郡常澄村大字下入野 - 東茨城郡常澄村大字六反田、延長4.28 km）が決定し道路供用開始される[1]。
- 1983年（昭和58年）3月14日：水戸市米沢町 - 同市笠原町の道路改良バイパス（510 m）の道路区域が決定[5]。
- 1989年（平成元年）9月14日：常澄村大字大場 - 大字六反田の区間（1.149 km）を道路拡幅2車線化[6]。
- 1991年（平成3年）12月5日：水戸市米沢町 - 同市笠原町の旧道（955 m）が指定解除され水戸市道に降格[7]。
- 1995年（平成7年）3月30日：整理番号390から現在の番号（整理番号235）に変更される[8]。
- 2000年（平成12年）
  - 1月27日：水戸市元吉田町（元吉田東交差点 - 元吉田十字路）の都市計画道路中大野中河内線の一部区間（約0.4 km）が開通[9]。
  - 3月21日：水戸市元吉田町（元吉田十字路 - 荒谷一本松東）の都市計画道路中大野中河内線の一部区間（約0.5 km）が開通[10]。
- 2010年（平成22年）3月25日：水戸市元吉田町（荒谷一本松東） - 同市千波町のバイパス区間（930 m）が開通[11]。
- 2011年（平成23年）2月24日：水戸市元吉田町（元吉田東 - 荒谷一本松東）の旧道区間（1.013 km）が指定解除され市道に降格[12]。
- 2012年（平成24年）6月4日：水戸市酒門町（酒門六差路） - 同市元吉田町（元吉田東）に道路改良路（1.03 km）を新設する道路区域指定[13]。
- 2018年（平成30年）4月1日：水戸市六反田町 - 同市酒門町の区間を、通行する車両の高さの最高限度4.1 mの道路に指定[14]。
- 2022年（令和4年）2月22日 : 水戸市元吉田町（元吉田東） - 同市酒門町（県道179号中石崎水戸線）のバイパス区間（0.8 km）が開通[15]。
- 2025年（令和7年）2月4日 : 水戸市酒門町の都市計画道路中大野中河内線（酒門工区）の約0.2 kmが開通[16][17]。

## 路線状況
基本は全線対向2車線だが、水戸市酒門町 - 元吉田町 - 米沢町にかけて道幅が1.5車線に車線減少し、住宅街を縫うように屈曲した線形にも係らず交通量は多い。
道路法の規定に基づき、水戸市米沢町（水戸市道交差） - 同市千波町（千波十文字交差点）間は、緊急輸送道路として機能を維持するため、災害発生時の被害拡大防止を目的に道路用地内に電柱を建てることが制限されている。

### 通称・バイパス
- 都市計画道路 中大野中河内線
水戸市中大野から同市中河内町まで水戸市街を環状に結ぶ延長L=16.1 kmの整備事業中の都市計画道路。水戸中心市街部の交通分散を目的に街路改良事業として整備が進められている[19]。このうち、水戸市酒門町 - 同市千波町の区間が本県道路線として指定を受け部分供用中である[11]。

## 地理
起点の水戸市下入野の田園地帯から酒門町にかけて山林や畑が広がる台地である。国道6号を越えた酒門交差点より以西は水戸市南部地域となり、ほぼ平坦な台地で、一転して住宅街の続く景色へと変化する。

### 通過する自治体
- 茨城県水戸市

### 交差する道路
- 茨城県道106号長岡大洗線（起点・下入野交差点）
- 茨城県道40号内原塩崎線（水戸市大場町・大場交差点）
- 国道6号水戸バイパス（水戸市酒門町・太刀洗交差点）
- 茨城県道179号中石崎水戸線（水戸市酒門町・太刀洗西交差点）
- 茨城県道180号長岡水戸線（水戸市元吉田町・元吉田十字路交差点）
- 茨城県道50号水戸神栖線（終点・千波十文字交差点）

### 沿線
- 水戸市立大場小学校（水戸市大場町）
- 常澄運動場（水戸市大場町）
- 水戸保健所（水戸市笠原町）